# Gerrhopilus fredparkeri
Gerrhopilus fredparkeri är en ormart som beskrevs av Wallach 1996. Gerrhopilus fredparkeri ingår i släktet Gerrhopilus och familjen maskormar. Inga underarter finns listade i Catalogue of Life.
Artens utbredningsområde är östra Papua Nya Guinea. Exemplar hittades nära huvudstaden Port Moresby. Området ligger 40 till 60 meter över havet. Individer upptäcktes i en trädgård. Honor lägger antagligen ägg.
Hotet för beståndet är okänt. Kanske utgör den introducerade blomkruksormen (Ramphotyphlops braminus) en konkurrent. IUCN listar arten med kunskapsbrist (DD).